# آرونیز
آرونیز (به فرانسوی: Arronnes) یک کمون در فرانسه است که در canton of Le Mayet-de-Montagne واقع شده‌است. آرونیز ۲۶ کیلومتر مربع مساحت دارد ۳۰۰ متر بالاتر از سطح دریا واقع شده‌است.